# Оно, Сусуму (лингвист)
Сусуму Оно (яп. 大野 晋 О:но Сусуму, 23 августа 1919, Токио, Япония — 14 июля 2008) — известный японский лингвист, исследователь ранней истории японского языка. Автор нашумевшей, но не признанной большей частью научного сообщества гипотезы об общих корнях японского и тамильского языков. Профессор.

## Биография
Родился в Токио. Публиковаться начал с 1953 года, популярность получила его книга The Origins of the Japanese Language 1957 года. К концу жизни был одним из самых известных лингвистов Японии.

## Гипотеза об общих корнях японского и тамильского языков
Гипотезу, сторонником которой являлись Оно и ряд других учёных, активно критиковали другие специалисты, в том числе те, кто, в отличие от Оно, свободно говорили по-тамильски, например, Мунэо Токунага и Киёдзо Кадзама.

## Работы (на японском)
- Nihongo no kigen, Iwanami, Токио, 1957
- Nihongo no nenrin, Shinchō Bunko, Токио, 1966
- Nihongo o sakanoboru, Iwanami, Токио, 1974
- Nihongo no bunpō o kangaeru, Iwanami, Токио, 1978
- Nihongo izen, Iwanami, Токио, 1987
- Nihongo no keisei, Iwanami Shoten, Токио, 2000
- Yayoi bunmei to minami-Indo, Iwanami Shoten, 2004